# Eryngium armatum
Eryngium armatum är en flockblommig växtart som först beskrevs av Sereno Watson, och fick sitt nu gällande namn av John Merle Coulter och Joseph Nelson Rose. Eryngium armatum ingår i släktet martornar, och familjen flockblommiga växter. Inga underarter finns listade i Catalogue of Life.